# Hoa Kỳ ném bom Đại sứ quán Trung Quốc tại Beograd
Ngày 07 tháng 05 năm 1999, trong quá trình NATO ném bom Nam Tư, năm quả bom dẫn đường JDAM của Hoa Kỳ đã đánh trúng vào đại sứ quán Trung Quốc tại quận Novi Beograd thuộc thủ đô Beograd, làm thiệt mạng ba nhà báo Trung Quốc và khiến công chúng Trung Quốc cảm thấy bị xúc phạm. Theo Chính phủ Hoa Kỳ, mục đích là ném bom Cục Tiếp tế và Thu mua Liên bang Nam Tư nằm gần đó. Tổng thống Hoa Kỳ Bill Clinton sau đó đã lên tiếng xin lỗi về vụ ném bom, nói rằng đó là sự tình cờ. Giám đốc CIA George Tenet điều trần trước một ủy ban quốc hội rằng đây là vụ hành động duy nhất trong chiến dịch do cơ quan ông tổ chức và chỉ đạo, và rằng CIA xác định tọa độ sai của một mục tiêu quân sự Nam Tư trên cùng phố đó. Chính phủ Trung Quốc ra tuyên bố trong cùng ngày rằng đây là một "hành động dã man".

## Chuỗi sự kiện
Trong những ngày trước vụ ném bom, một thư mục công kích có nhãn 'Belgrade Warehouse 1' được lưu hành để chỉ huy phê chuẩn. Thư mục bắt nguồn trong CIA và miêu tả mục tiêu là một kho hàng của một cơ quan chính phủ Nam Tư bị nghi hoạt động phổ biến vũ khí. Theo cách này, vụ tấn công được Tổng thống Clinton phê chuẩn.
Không rõ các lãnh đạo NATO khác có phê chuẩn vụ tấn công hay không. Một báo cáo của Bộ Quốc phòng Pháp sau chiến tranh nói rằng "một phần chiến dịch quân sự do Hoa Kỳ tiến hành bên ngoài khuôn khổ nghiêm ngặt của NATO" và rằng tồn tại một cấu trúc chỉ huy song song. NATO không có thẩm quyền đối với các ném bom cơ B2 tiến hành cuộc tấn công.
Theo tường thuật của CIA, mục tiêu đã được kiểm tra với dữ liệu 'không tấn công' song chúng không phát cảnh báo; đây là danh sách các địa điểm được bảo vệ như trường học, bệnh viện và nơi thờ tự. Cuộc điều tra chung Observer/Politiken sau đó tường trình rằng các nhà báo của họ đã phỏng vấn nhiều sĩ quan NATO và Hoa Kỳ, những người kiểm tra dữ liệu vào sáng ngày sau vụ tấn công và phát hiện đại sứ quán được liệt tại vị trí chính xác.
Tối ngày 7-8 tháng 5, các ném bom cơ của Không quân Hoa Kỳ bay trực tiếp từ căn cứ Whiteman AFB, Missouri để tiến hành tấn công. Chúng được trang bị các bom dẫn đường GPS chính xác JDAM song tọa độ địa lý do CIA cung cấp và được lập chương trình bỏ bom tại nơi cách đại sứ quán Trung Quốc 440 m (480 yd). Khoảng nửa đêm giờ địa phương, 5 quả bom rơi xuống địa điểm chỉ định, đánh vào cục nam của đại sứ quán gần như đồng thời. Đại sứ quán đã có các biện pháp phòng ngừa trong bối cảnh chiến dịch ném bom đang diễn ra, đưa gia đình nhân viên và cung cấp nơi ở cho những người khác tại tầng hầm, song cuộc tấn công vẫn khiến ba người thiệt mạng là Thiệu Vân Hoàn (邵云环), Hứa Hạnh Hổ (许杏虎) và vợ là Chu Dĩnh (朱颖), và làm 20 người khác bị thương.

## Trung Quốc phản ứng
Cuộc tấn công làm gia tăng đột ngột căng thẳng giữa Trung Quốc và Hoa Kỳ lúc bấy giờ. Một tuyên bố chính thức trên Đài truyền hình Trung Quốc đã phản đối kịch liệt điều mà họ gọi là một "cuộc tấn công dã man và một sự vi phạm thô bạo chủ quyền của Trung Quốc". Đại sứ Trung Quốc tại Liên Hợp Quốc phát biểu "hành động dã man của NATO" là "một sự vi phạm thô bạo hiến chương Liên Hợp Quốc, pháp luật quốc tế và các quy tắc điều chỉnh quan hệ quốc tế" và "một sự vi phạm công ước Genève". Tổng thống Clinton gọi điện cho người đồng cấp Trung Quốc Giang Trạch Dân. 

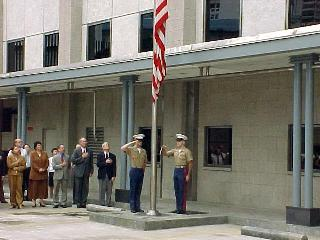
Ngày 12 tháng 05, nhằm thương tiếc những người thiệt mạng trong vụ ném bom, quốc kỳ Hoa Kỳ được treo rủ tại các phái bộ ngoại giao Hoa Kỳ tại Trung Quốc. Ảnh trên thể hiện quốc kỳ Hoa Kỳ treo rủ tại lãnh sự quán ở Hồng Kông.

Các cuộc thị uy lớn bùng phát tại các văn phòng lãnh sự của Hoa Kỳ và các quốc gia NATO khác tại Trung Quốc trước tin tức về vụ ném bom. Ngày 09 tháng 05 năm 1999, Phó Chủ tịch Hồ Cẩm Đào phát biểu trên truyền hình quốc gia chỉ trích "hành vi dã man" và "tội ác" của NATO, điều này "kích động cơn thịnh nộ của nhân dân Trung Quốc." Ông nói rằng các cuộc thị uy không phép tại Bắc Kinh, Thượng Hải, Quảng Châu, Thành Đô và Thẩm Dương phản ánh sự tức giận và tinh thần ái quốc của nhân dân Trung Quốc, và chính phủ Trung Quốc hoàn toàn ủng hộ điều đó, song nhấn mạnh chống lại các hành vi cực đoan và phi pháp.
Các cuộc kháng nghị tiếp tục trong vài ngày, trong đó hàng chục nghìn người kháng nghị ném đá khiến Đại sứ Hoa Kỳ James Sasser và các nhân viên khác bị kẹt trong đại sứ quán. Nơi ở của Lãnh sự Hoa Kỳ tại Thành Đô bị thiệt hại do hỏa hoạn và những người kháng nghị cố gắng đốt lãnh sự quán tại Quảng Châu. Không có tường thuật về thương tích.
Trong một ngày rưỡi đầu tiên của cuộc khủng hoảng, nhiều đồng nghiệp của chúng tôi, đặc biệt là những người tại đại sứ quán và tại một số lãnh sự quán, gặp nguy hiểm đáng kể. Mặc dù Thủy quân lục chiến Hoa Kỳ bảo vệ đại sứ quán khỏi bị tấn công trực tiếp, song các quan chức tại đó tiến hành tiêu hủy toàn diện các tài liệu mật có thể rơi vào tay đám đông thị uy nếu như họ xông vào. Trong nhận thức muộn màng, tình hình có vẻ như chưa từng sát mức nguy hiểm, song một số người Trung Quốc đã nhảy vào khuôn viên và đối diện với Thủy quân lục chiến có tranh bị chiến đấu đầy đủ trước khi họ bị thuyết phục nhảy ra ngoài tường.
Ngoại trừ Thượng Hải với đạo quân bảo vệ Thủy quân lục chiến riêng, các lãnh sự quán khác chỉ có lực lượng an ninh Trung Quốc bảo vệ. Tại Thành Đô, các đội bảo vệ này hầu như không giúp đỡ. Những người thị uy trèo qua tường khuôn viên, phóng hỏa dinh thự của lãnh sự, và đập phá qua cửa ngoài của lãnh sự quán. Họ sử dụng một giá xe đạp để cố phá vào bên trong,la hét rằng họ đến để trả thù, rồi lực lượng an ninh thành phố cuối cùng đến và giải tán họ. Các đồng nghiệp của chúng tôi cảm thấy khiếp sợ có thể thông cảm trước thử thách này. Họ điên cuồng gọi điện đến đại sứ quán và mối liên lạc địa phương, và càng lúc càng trở nên bị kích động do phản ứng chậm và hầu như miễn cưỡng của giới chức Thành Đô.— Paul Blackburn, Foreign Service Officer, The Association for Diplomatic Studies and Training

Lời xin lỗi của Tổng thống Clinton và của Bộ Ngoại giao Hoa Kỳ ban đầu không được phép phát sóng trên truyền thông nhà nước Trung Quốc. Các cuộc thị uy tiếp tục trong bốn ngày trước khi chính phủ Trung Quốc kêu gọi dừng lại, cuối cùng cho phát lời xin lỗi của Tổng thống Clinton trên truyền hình và lệnh cho cảnh sát kiềm chế những người thị uy. Lãnh đạo hai quốc gia cuối cùng điện đàm vào ngày 14 tháng 7.

### Giải quyết
Đến cuối năm 1999, mối quan hệ Hoa Kỳ-Trung Quốc bắt đầu dần được cải thiện trở lại. Trong tháng 08, chính phủ Hoa Kỳ tiến hành "thanh toán nhân đạo tình nguyện" 4,5 triệu USD cho gia đình của ba người thiệt mạng và 27 người bị thương. Ngày 16 tháng 12 năm 1999, hai chính phủ đạt được dàn xếp mà theo đó Hoa Kỳ chi trả 28 triệu USD bồi thường thiệt hại cho hạ tầng Đại sứ quán Trung Quốc, và Trung Quốc đồng ý trả 2,87 triệu USD bồi thường thiệt hại của đại sứ quán và các cơ sở ngoại giao khác của Hoa Kỳ tại Trung Quốc.

## Điều tra chính thức và tường thuật về hậu quả
Ngày 08 tháng 05 năm 1999, Bộ trưởng Bộ Quốc phòng Hoa Kỳ William Cohen và George Tenet ban hành một thông cáo báo chí chung nói rằng phi hành đoàn tham gia và thiết bị đều không có lỗi trong sự kiện. Nỗ lực đầu tiên để giải nghĩa vụ ném bom là vào ngày 10 tháng 05. William Cohen nói với các nhà báo "Một cách đơn giản, một trong các máy bay của chúng ta tấn công sai mục tiêu vì chỉ dẫn ném bom dựa trên một bản đồ lỗi thời". Tuyên bố không đề cập đến CIA. Sau đó, sự thực được tiết lộ rằng CIA sở hữu các bản đồ thể hiện đại sứ quán.
Trong khi các quan chức Hoa Kỳ sau đó bắt đầu làm trệch hướng vấn đề trong khi chờ kết quả điều tra thêm, họ tiếp tục vắn tắt không chính thức cho các ký giả. Ví dụ, cũng trong ngày 10 tháng 05, Eric Schmitt công bố một tường thuật với hầu hết các cơ sở được miêu tả trong thừa nhận sau đó của DCI Tenet. Các quan chức chỉ dẫn cho Schmitt rằng Đại sứ quán Trung Quốc và một trung tâm của một cơ quan vũ khí Nam Tư... nhìn rất tương đồng: cùng kích thước, hình dạng và chiều cao", và rằng các tòa nhà cách nhau 180 m (200 yd), ít hơn một nửa khoảng cách thực tế.
Truyền thông chỉ trích tập trung vào Cơ quan Tình báo Địa lý không gian Quốc gia (NIMA), cơ quan này đưa ra một thông cáo báo chí để chống lại các công kích rằng "các tường trình tin tức gần đây về tính chính xác của bản đồ NIMA là không đúng và không đầy đủ" và rằng "một bản đồ sao cứng không được dự định, hay sử dụng, làm nguồn duy nhất cho định dạng mục tiêu và phê chuẩn."

### Tường trình của Bộ Ngoại giao Hoa Kỳ
Đến tháng 06, Thứ trưởng Ngoại giao Thomas Pickering dẫn một phái đoàn đến Trung Quốc để trình bày diễn giải của Hoa Kỳ về sự kiện.
Theo báo cáo chính thức, các nhà phân tích của CIA biết địa chỉ văn phòng của Nam Tư là Bulevar Umetnosti 2. Sử dụng thông tin này, họ cố gắng xác định vị trí địa lý của họ bằng cách sử dụng các địa điểm và địa chỉ đã biết của các tòa nhà trên các phố song song làm điểm tham chiếu. Pickering gọi kỹ thuật này là giao lộ và cắt bỏ. Tuy nhiên phương pháp mô tả không tương đương với định nghĩa kỹ thuật của cả hai phương pháp trên, và điều này có thể là một tên gọi phi chính thức trong quân đội để sử dụng kỹ thuật đặc thù.
Các đường song song được vẽ ra từ các địa chỉ và địa điểm đã biết trên một con phố song song. Với thông tin này, họ nỗ lực tái tạo mô hình địa chỉ trên phố Bulevar Umetnosti do những người chọn mục tiêu không rõ thông tin tại đó. Mô hình địa chỉ trên phố Bulevar Umetnosti không được như mong đợi, và những người chọn mục tiêu xác định nhầm vị trí của đại sứ quán "nằm trên một con phố phụ nhỏ và cách một đoạn trên Bulevar Umetnosti" khỏi mục tiêu dự định. Điều này không chính xác do Ulica Tresnjevog Cveta ("phố phụ nhỏ" nơi có đại sứ quán) không liên kết với Bulevar Umetnosti vốn kết thúc cách giao lộ bắt đầu phố này 200 m (220 yd).
Nhiều cuộc kiểm tra được dự tính nhằm ngăn ngừa tấn công vào các mục tiêu nhạy cảm đã thất bại khi vị trí của đại sứ quán không được cập nhật khi nó được chuyển đến Novi Beograd ba năm trước đó. Do vậy, các ném bom cơ tấn công với tọa độ của đại sứ quán Trung Quốc được lập trình cho các quả bom trên khoang.
Không giống như giải thích ban đầu, báo cáo này không đưa ra liên kết nguyên nhân trực tiếp giữa việc sử dụng một bản đồ cũ và nhắm mục tiêu đại sứ quán. Lời giải thích không giải quyết được tại sao cấp phép mục tiêu liệt mục tiêu là một "kho hàng" trong khi mục tiêu thực sự là một toàn nhà văn phòng.

### George Tenetphát biểu
Ngày 22 tháng 07, George Tenet đưa ra một bài phát biểu trước một phiên điều trần công khai của Ủy ban Tình báo Nội địa. Gồm các lý lẽ tương tự như tuyên bố của Pickering tại Trung Quốc, ông còn thừa nhận gói mục tiêu có nguồn gốc trong CIA và rằng đó là cuộc công kích duy nhất do CIA trực tiếp thực hiện trong chiến tranh, nói rằng bản thân ông không biết rằng CIA đã lưu hành thỉnh cầu tấn công và công nhận rằng sở hữu các bản đồ biểu thị chính xác đại sứ quán. Thứ trưởng Quốc phòng John Hamre đưa ra bằng chứng trong cùng ngày, nói rằng "NIMA không có lỗi".

### Phản ứng của Trung Quốc
Một số chính trị gia Trung Quốc tin vào diễn giải của Hoa Kỳ về sự kiện, thay vì là cuộc tấn công có chủ ý.
Cựu Đại sứ Lý Đạo Dự nói rằng "chúng tôi không nói rằng đó là một quyết định của Clinton hay Nhà Trắng", song chính phủ Trung Quốc miêu tả lời giải thích của Hoa Kỳ về "cái gọi là ném bom nhầm" là "điều không có tính thuyết phục" và không bao giờ chấp thuận diễn giải của Hoa Kỳ về sự kiện.